# Zenith (München)

Logo der Kulturhalle Zenith

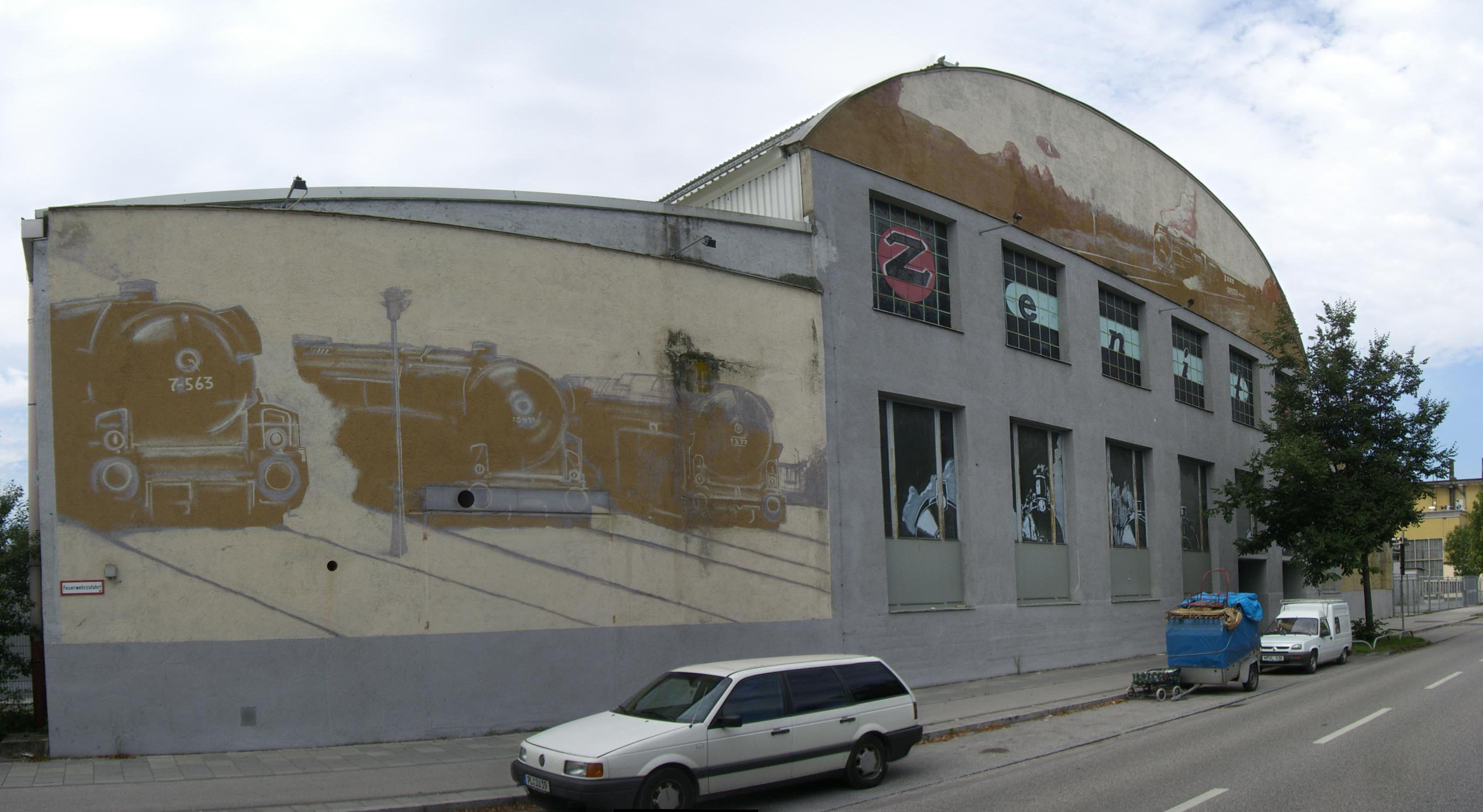
Außenfassade des Zenith

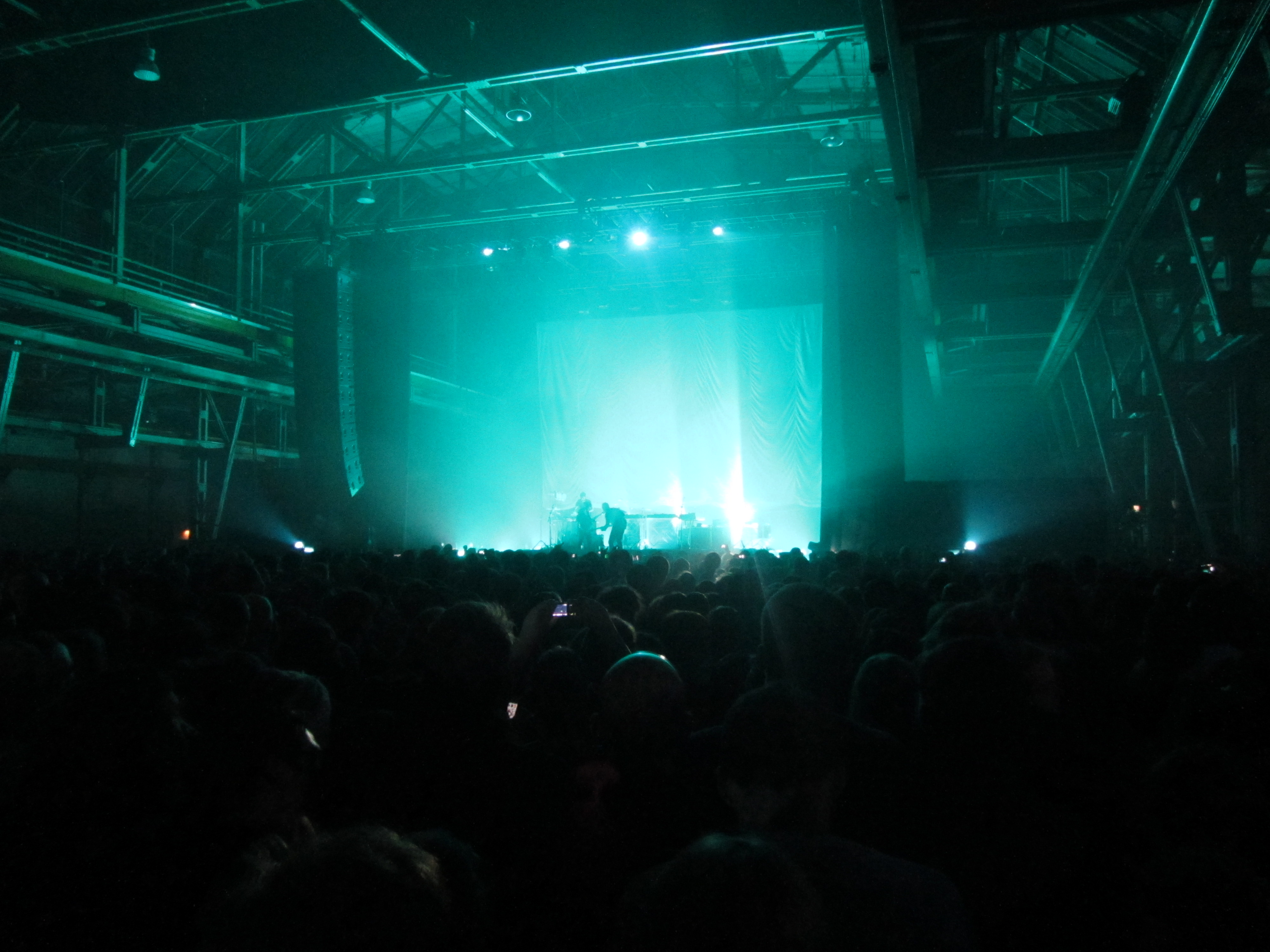
Das Zenith von innen

Das Zenith ist eine Veranstaltungshalle im Münchner Stadtteil Freimann, die seit 1997 auf dem Gelände des ehemaligen Eisenbahn-Ausbesserungswerks Freimann in der Lilienthalallee 29 betrieben wird.
In Frankreich bezeichnet Zénith üblicherweise Konzerthallen.

## Beschreibung
In der Halle finden Konzerte, Messen, Firmenveranstaltungen, Nachtflohmärkte oder Galas statt. Sie fasst maximal 5.880 Personen und hat eine Fläche von 5046 Quadratmetern. Die Bühne war anfangs 24 × 16 Meter groß, ist dann aber auf 27 Meter verbreitert worden.

## Geschichte
Bei dem Bauwerk handelt es sich um eine ehemalige Werks- und Eisenbahnhalle in Stahlkonstruktion, erbaut von 1916 bis 1918. Die Halle steht unter Denkmalschutz.
Der ehemalige Betreiber war der Münchner Gastronom und Unternehmer Wolfgang Nöth, der die Hallen unter anderem 2000 den Münchner Kammerspielen zur Verfügung stellte. Seit 2016 betreibt die Motorworld München die Eventlocation.
Auf dem Großparkplatz der Zenith-Halle laufen seit dem 20. Mai 2020 Autokino-Filme.

## Bedeutende Auftritte
Am 22. Oktober 2016 gab die HipHop-Band Blumentopf im Münchner Zenith ein ausverkauftes Abschiedskonzert, über das in Zusammenarbeit mit dem BR Fernsehen der 93-minütige Dokumentarfilm Blumentopf 1992–2016 gedreht und veröffentlicht wurde.